# El portal del més enllà
El portal del més enllà (títol original en anglès, Between Worlds) és una pel·lícula de thriller sobrenatural del 2018 protagonitzada per Nicolas Cage i dirigida per Maria Pulera. La pel·lícula es va estrenar el 21 de desembre de 2018 a càrrec de Saban Films. S'ha doblat i subtitulat al català.
La història segueix en Joe (Cage), un camioner que no té sort, perseguit pel record de la seva dona i el seu fill morts. Coneix la Julie (Potente), una dona que aconsegueix unir en Joe en un intent desesperat de trobar l'ànima perduda de la seva filla en coma, la Billie (Mitchell). Però l'esperit de la difunta esposa d'en Joe, Mary, es mostra més fort i posseeix el cos de la jove mentre té la intenció de resoldre els seus assumptes pendents amb els vius.

## Repartiment
- Nicolas Cage com a Joe Majors
- Franka Potente com a Julie
- Penelope Mitchell com a Billie
- Garrett Clayton com a Mike
- Lydia Hearst com a Mary
- David Lee Smith com a Kirby
- Brit Shaw com a Lettie
- Hopper Penn com a Rick
- Eric Scarabin com a Counter Guy
- Cameron James McIntyre com en Joe de jove
- Paris Bravo com la Julie de jove